# Pamalhá 2da. Sección
Pamalhá 2da. Sección är en ort i Mexiko.   Den ligger i kommunen Chilón och delstaten Chiapas, i den sydöstra delen av landet, 800 km öster om huvudstaden Mexico City. Pamalhá 2da. Sección ligger 218 meter över havet och antalet invånare är 277.
Terrängen runt Pamalhá 2da. Sección är kuperad. Runt Pamalhá 2da. Sección är det ganska tätbefolkat, med 54 invånare per kvadratkilometer. Närmaste större samhälle är San Juan Tulija, 8,9 km öster om Pamalhá 2da. Sección. I omgivningarna runt Pamalhá 2da. Sección växer i huvudsak städsegrön lövskog.